# Crown Jewel 2018
Crown Jewel 2018 è stata la prima edizione dell'omonimo evento in pay-per-view di wrestling organizzato dalla WWE. L'evento si è svolto venerdì 2 novembre 2018 al King Saud University Stadium di Riad (Arabia Saudita).
L'evento nasce nell'ambito della collaborazione tra la WWE e il ministero dello sport saudita a sostegno di Saudi Vision 2023, un programma di riforme economiche e sociali. La partnership, stipulata nel 2018, prevede un evento all'anno per dieci anni.

## Storyline
Il 19 agosto, a SummerSlam, Roman Reigns ha sconfitto Brock Lesnar conquistando così l'Universal Championship. Nella puntata di Raw successiva il general manager Kurt Angle ha informato Paul Heyman che nonostante a Lesnar spettasse di diritto un rematch per il titolo, esso non avverrà per un periodo di tempo indeterminato. La settimana successiva, a Raw, Braun Strowman ha comunicato di voler incassare il suo Money in the Bank contract a Hell in a Cell, sfidando dunque Reigns ad un Hell in a Cell match per il titolo. Il 16 settembre, a Hell in a Cell, l'omonimo match tra Strowman e Reigns è terminato in no-contest (e senza dunque il cambio del titolo) a causa dell'interferenza di Lesnar il quale ha brutalmente attaccato entrambi. Nella puntata di Raw seguente il nuovo General Manager Baron Corbin ha dunque annunciato che Reigns dovrà difendere l'Universal Championship contro Lesnar e Strowman in un Triple Threat match a Crown Jewel. Nella puntata di Raw del 22 ottobre Reigns ha reso vacante il titolo dopo aver scoperto di avere la leucemia; per questo motivo, a Crown Jewel, Lesnar e Strowman si affronteranno per il titolo vacante.
Il 17 settembre è stato annunciato dalla WWE che, a Crown Jewel, avrà luogo la WWE World Cup; ossia un torneo ad otto uomini (quattro wrestler di Raw e quattro di SmackDown) che servirà per determinare il "miglior wrestler del mondo". Nella puntata di Raw dell'8 ottobre John Cena è stato annunciato come primo partecipante a tale torneo, in rappresentanza del roster di Raw. La sera stessa, Kurt Angle (sotto le mentite spoglie di "Conquistador") ha fatto il suo sorprendente ritorno qualificandosi per il torneo dopo aver eliminato per ultimo il General Manager Baron Corbin in una 10-Man Battle Royal. Nella puntata di SmackDown del 9 ottobre, Jeff Hardy e Randy Orton si sono qualificati per il torneo (in rappresentanza del roster blu) dopo aver rispettivamente sconfitto Samoa Joe e Big Show. Nella puntata di Raw del 15 ottobre l'Intercontinental Champion Seth Rollins e Dolph Ziggler hanno ottenuto la qualificazione per il torneo dopo aver rispettivamente sconfitto Drew McIntyre e Dean Ambrose. Nella puntata di SmackDown 1000 del 16 ottobre The Miz e Rey Mysterio sono stati gli ultimi due wrestler a qualificarsi per il torneo dopo che hanno rispettivamente sconfitto Rusev e lo United States Champion Shinsuke Nakamura. Nella puntata di Raw del 29 ottobre il General Manager Baron Corbin ha annunciato che Bobby Lashley prenderà il posto di John Cena all'interno del torneo per via dell'assenza di quest'ultimo. Nella puntata di SmackDown del 30 ottobre il Commissioner Shane McMahon ha dato un ultimatum ai quattro rappresentanti del roster di SmackDown: se uno di loro perderà in finale, egli verrà licenziato dal roster di SmackDown.
Il 6 ottobre, a Super Show-Down, AJ Styles ha difeso con successo il WWE Championship contro Samoa Joe in un No Disqualification match; mentre Daniel Bryan ha sconfitto The Miz ottenendo così la nomina di contendente nº1 al titolo di Styles. In seguito a ciò, è stato annunciato che Styles dovrà difendere il WWE Championship contro Bryan a Crown Jewel. Nella puntata di SmackDown del 30 ottobre, tuttavia, il Commissioner Shane McMahon ha annunciato che il match per il WWE Championship tra Styles e Bryan si sarebbe svolto la sera stessa, andando dunque a cancellare l'incontro di Crown Jewel. In seguito Styles ha difeso con successo il titolo contro Bryan. Al termine del match Samoa Joe ha brutalmente attaccato sia Styles che Bryan e, di conseguenza, Styles ha chiesto alla General Manager Paige di voler affrontare Joe a Crown Jewel. Dato ciò, è stato annunciato un match per il WWE Championship tra Styles e Joe a Crown Jewel.
A Super Show-Down, Triple H ha sconfitto The Undertaker in un No Disqualification match; al termine del match, The Undertaker e Kane hanno attaccato Triple H e Shawn Michaels. Nella puntata di Raw successiva Triple H e Michaels hanno riformato la D-Generation X per poi sfidare i Brothers of Destruction ad un Tag Team match per Crown Jewel; questo sarà dunque il primo match che Michaels disputerà dal suo ritiro (avvenuto nel 2010).
Il 6 ottobre, a Super Show-Down, Kofi Kingston e Xavier Woods hanno difeso con successo lo SmackDown Tag Team Championship contro i The Bar. Nella puntata di SmackDown 1000 del 16 ottobre Cesaro e Sheamus hanno sconfitto il New Day (rappresentato da Big E e Woods) conquistando così lo SmackDown Tag Team Championship per la prima volta. In seguito, un rematch per i titoli tra i due team è stato annunciato per Crown Jewel.
Il 1º novembre è stato annunciato che Shinsuke Nakamura dovrà difendere lo United States Championship contro Rusev nel Kick-off di Crown Jewel.

### Struttura della WWE World Cup
|  | Quarti di finale 2 novembre (Crown Jewel) | Quarti di finale 2 novembre (Crown Jewel) | Quarti di finale 2 novembre (Crown Jewel) |               |              | Semifinali 2 novembre (Crown Jewel) | Semifinali 2 novembre (Crown Jewel) | Semifinali 2 novembre (Crown Jewel) |  |  | Finale 2 novembre (Crown Jewel) | Finale 2 novembre (Crown Jewel) | Finale 2 novembre (Crown Jewel) |
|  |                                           |                                           |                                           |               |              |                                     |                                     |                                     |  |  |                                 |                                 |                                 |
|  |                                           | The Miz                                   | Schienamento                              |               |              |                                     |                                     |                                     |  |  |                                 |                                 |                                 |
|  |                                           | Jeff Hardy                                | 07:05                                     |               |              |                                     |                                     |                                     |  |  |                                 |                                 |                                 |
|  |                                           | Jeff Hardy                                | 07:05                                     |               | The Miz      | Schienamento                        |                                     |                                     |  |  |                                 |                                 |                                 |
|  |                                           |                                           |                                           |               | The Miz      | Schienamento                        |                                     |                                     |  |  |                                 |                                 |                                 |
|  |                                           |                                           | Rey Mysterio                              | 11:15         |              |                                     |                                     |                                     |  |  |                                 |                                 |                                 |
|  |                                           | Randy Orton                               | Rey Mysterio                              | 11:15         | 05:30        |                                     |                                     |                                     |  |  |                                 |                                 |                                 |
|  |                                           | Randy Orton                               |                                           |               | 05:30        |                                     |                                     |                                     |  |  |                                 |                                 |                                 |
|  |                                           | Rey Mysterio                              | Schienamento                              |               |              |                                     |                                     |                                     |  |  |                                 |                                 |                                 |
|  |                                           |                                           |                                           |               |              |                                     |                                     |                                     |  |  |                                 | Shane McMahon                   | Schienamento                    |
|  |                                           |                                           |                                           | Dolph Ziggler | 02:30        |                                     |                                     |                                     |  |  |                                 |                                 |                                 |
|  |                                           | Seth Rollins                              | Schienamento                              |               |              |                                     |                                     |                                     |  |  |                                 |                                 |                                 |
|  |                                           | Bobby Lashley                             | 05:30                                     |               |              |                                     |                                     |                                     |  |  |                                 |                                 |                                 |
|  |                                           | Bobby Lashley                             | 05:30                                     |               | Seth Rollins | 13:05                               |                                     |                                     |  |  |                                 |                                 |                                 |
|  |                                           |                                           |                                           |               | Seth Rollins | 13:05                               |                                     |                                     |  |  |                                 |                                 |                                 |
|  |                                           |                                           | Dolph Ziggler                             | Schienamento  |              |                                     |                                     |                                     |  |  |                                 |                                 |                                 |
|  |                                           | Kurt Angle                                | Dolph Ziggler                             | Schienamento  | 08:10        |                                     |                                     |                                     |  |  |                                 |                                 |                                 |
|  |                                           | Kurt Angle                                |                                           |               | 08:10        |                                     |                                     |                                     |  |  |                                 |                                 |                                 |
|  |                                           | Dolph Ziggler                             | Schienamento                              |               |              |                                     |                                     |                                     |  |  |                                 |                                 |                                 |

## Risultati
| #       | Incontri                                                                                           | Stipulazioni                                              | Durata |
| ------- | -------------------------------------------------------------------------------------------------- | --------------------------------------------------------- | ------ |
| Kickoff | Shinsuke Nakamura (c) ha sconfitto Rusev                                                           | Single match per il WWE United States Championship        | 9:30   |
| 1       | Rey Mysterio ha sconfitto Randy Orton                                                              | Quarto di finale della WWE World Cup                      | 5:30   |
| 2       | The Miz ha sconfitto Jeff Hardy                                                                    | Quarto di finale della WWE World Cup                      | 7:05   |
| 3       | Seth Rollins ha sconfitto Bobby Lashley (con Lio Rush)                                             | Quarto di finale della WWE World Cup                      | 5:30   |
| 4       | Dolph Ziggler (con Drew McIntyre) ha sconfitto Kurt Angle                                          | Quarto di finale della WWE World Cup                      | 8:10   |
| 5       | I The Bar (c) (con Big Show) hanno sconfitto il New Day (Big E e Kofi Kingston) (con Xavier Woods) | Tag team match per il WWE SmackDown Tag Team Championship | 10:30  |
| 6       | The Miz ha sconfitto Rey Mysterio                                                                  | Semifinale della WWE World Cup                            | 11:15  |
| 7       | Dolph Ziggler (con Drew McIntyre) ha sconfitto Seth Rollins                                        | Semifinale della WWE World Cup                            | 13:05  |
| 8       | AJ Styles (c) ha sconfitto Samoa Joe                                                               | Single match per il WWE Championship                      | 11:15  |
| 9       | Brock Lesnar (con Paul Heyman) ha sconfitto Braun Strowman                                         | Single match per il vacante WWE Universal Championship    | 3:15   |
| 10      | Shane McMahon ha sconfitto Dolph Ziggler                                                           | Finale della WWE World Cup                                | 2:30   |
| 11      | D-Generation X (Shawn Michaels e Triple H) hanno sconfitto i Brothers of Destruction               | Tag team match                                            | 27:45  |

## Controversie
L'evento è ricordato maggiormente per le numerose critiche ricevute dalla WWE per aver ugualmente disputato l'evento in Arabia Saudita dopo l'omicidio del giornalista Jamal Khashoggi (avvenuto il 2 ottobre 2018) e diverse accuse di violazione dei diritti umani che hanno condotto alla guerra in Yemen e soppresso i diritti delle donne. Per questo motivo i wrestler Daniel Bryan e John Cena hanno rifiutato di presenziare all'evento, come anche Sami Zayn, quest'ultimo a causa delle sue origini siriane. La WWE, inoltre, ha dovuto affrontare critiche da più parti, che chiedevano la cancellazione dello show e di interrompere la collaborazione col governo saudita, senza contare che l'evento è stato aspramente criticato per il match per il vacante Universal Championship tra Braun Strowman e Brock Lesnar e la vittoria della WWE World Cup ad opera di Shane McMahon.